# CFTK-TV
 (octobre 2020).
Si vous disposez d'ouvrages ou d'articles de référence ou si vous connaissez des sites web de qualité traitant du thème abordé ici, merci de compléter l'article en donnant les références utiles à sa vérifiabilité et en les liant à la section « Notes et références ».
CFTK-TV (connu en ondes sous le nom de CTV 2 Terrace) est une station de télévision canadienne située à Terrace, Colombie-Britannique, appartenant à Bell Media et faisant affilée du système CTV 2. Elle est la station-sœur de CJDC-TV affilée du réseau CTV 2.

## Histoire
CFTK est lancée le 1er novembre 1962 et acquis par Telemedia en 1999 puis par Slaight Communications en 2002 et fera partie de la Northern Television avec CJDC depuis le début des années 1990 jusqu'en 2002 et de 2002 à 2006 pour Great West Television, La programmation de NTV et GWTV était un mélange de CBC et The New Net/A-Channel.
En 2007, Astral Media acquis la station. Le 16 mars 2012, Bell Canada (BCE) annonce son intention de faire l'acquisition d'Astral Média, incluant CFTK-TV, pour 3,38 milliards de dollars. La transaction a été refusée par le CRTC. Bell Canada a alors déposé une nouvelle demande le 4 mars 2013, qui a été approuvée le 27 juin 2013. Le 28 octobre 2015 CFTK se désaffile de CBC pour être affilée sur CTV 2 en 2016. Le 4 octobre 2017 Bell Media annonce de faire diffuser CFTK à Smithers sera nommé CFTK-TV-2.